# Supercoppa di Spagna 2017 (hockey su pista)
La Supercoppa di Spagna 2017 è stata la 14ª edizione dell'omonima competizione spagnola di hockey su pista. Il torneo ha avuto luogo dal 29 al 30 settembre 2017. A conquistare il titolo è stato il Barcellona per la decima volta nella sua storia superando in finale il Voltregà.

## Squadre partecipanti
| Club            | Qualificazione                                        | Partecipazioni precedenti (il grassetto indica la vittoria)                  |
| --------------- | ----------------------------------------------------- | ---------------------------------------------------------------------------- |
| Barcellona      | Vincitore dell'Ok Liga e vincitore della Coppa del Re | 2004, 2005, 2006, 2007, 2008, 2009, 2010, 2011, 2012, 2013, 2014, 2015, 2016 |
| Liceo La Coruña | 3º posto in Ok Liga                                   | 2004, 2013, 2014, 2015, 2016                                                 |
| Reus Deportiu   | 2º posto in Ok Liga e finalista della Coppa del Re    | 2006, 2007, 2011, 2013, 2014, 2016                                           |
| Voltregà        | Squadra ospitante                                     | Esordiente                                                                   |

## Risultati

### Semifinali
| Sant Hipòlit de Voltregà 29 settembre 2017 | Barcellona | 5 – 2 referto | Reus Deportiu | Pavelló Victorià de la Riba |

| Sant Hipòlit de Voltregà 29 settembre 2017 | Liceo La Coruña | 2 – 2 (d.t.s.) referto | Voltregà | Pavelló Victorià de la Riba |
| \| \| \| \| \| \| Shootout 1 – 2 \| \|     |                 |                        |          |                             |
|                                            |                 |                        |          |                             |
|                                            | Shootout 1 – 2  |                        |          |                             |

### Finale
| Sant Hipòlit de Voltregà 30 settembre 2017 | Barcellona | 4 – 0 referto | Voltregà | Pavelló Victorià de la Riba |